# Константин IX Мономах
Константи́н IX Монома́х (ок. 1000 — 11 января 1055) — византийский император (11 июня 1042 — 11 января 1055) из Македонской династии. Взошёл на императорский престол благодаря браку с Зоей Порфирородной, дочерью императора Константина VIII.

## Происхождение
Истории точно неизвестно происхождение Мономахов (родовое прозвание происходит от греческого слова, обозначающего «единоборца»). Представители этого рода известны с конца X века, из него вышло несколько знаменитых военачальников. По одной версии Мономахи происходят из армянской аристократии, ставшей константинопольскими чиновниками. По другой версии Мономахи — греческого происхождения. Основные сведения о роде содержатся в письмах византийского историка Михаила Пселла. Истории известны Мономахи не самого высокого ранга чиновничества.
Первый из Мономахов, известный на данный момент, Евстафий, жил в правление императора Феофила (828—842) и занимал должность судьи. Отец Константина, Феодосий Мономах, при Василии II Болгаробойце (976—1025) занимал высокое положение в административной иерархии. Армянский историк XI в. Аристакэс Ластивертци писал: «Отец его занимал во дворце должность верховного судьи, так что назначал судей по всей стране». Данный пассаж не совсем понятен: должности «верховного судьи» в Византии начала XI в. не существовало. Несомненно, что армянский автор не слишком разбирался в организации судебной системы империи. Возможно лишь предполагать, что Феодосий входил в высшую константинопольскую судебную коллегию судей ипподрома.Таким образом, представители рода Мономахов традиционно занимали судейские посты.
«Древний род Мономахов» (как о нём писал Михаил Пселл) происходил, вероятно, из Даласа (Далас или Даласса), города, расположенного на реке Евфрат. Возможно, что было несколько поселений с таким названием, но, по крайней мере, из города Даласа (Талаша) происходила семья знаменитых военных (Δαλασσηνοί — Далассины), например Анна Далассина (Ἄννα Δαλασσηνή) — мать Алексея I Комнина.

## Карьера до 1034 года

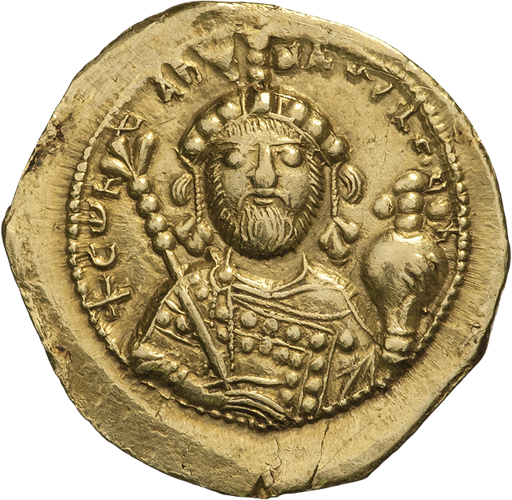
Золотой тетартерон Константина IX Мономаха. Реверс. Бюст Константина IX с бородой, в фас; на голове корона с крестом; в правой руке лабарум, в левой — держава с крестом.

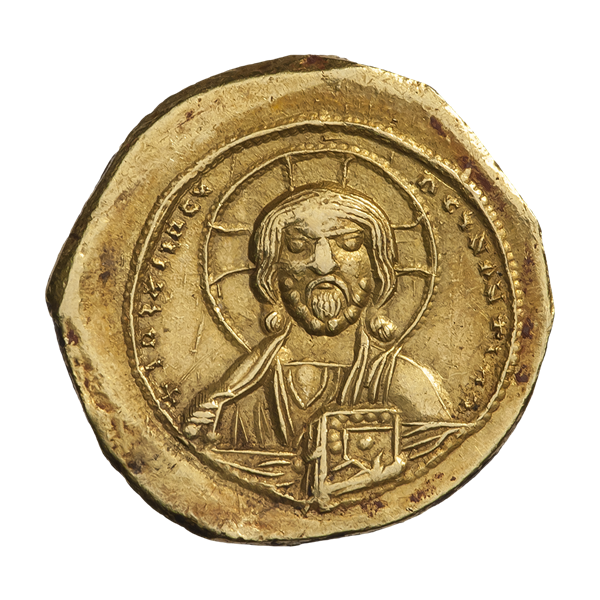
Золотой тетартерон Константина IX Мономаха. Аверс. Иисус Христос с крестчатым нимбом на голове, в фас; нимб разделен прямыми линиями на три части.

О карьере и восхождению к власти Константина до недавнего времени было почти ничего не известно, кроме краткого сообщения Михаила Пселла. Мономах стал императором, достигнув сорокалетнего возраста, и этому должна была предшествовать длительная служба в столичных и провинциальных органах управления Империи.
Михаил Пселл кратко упомянул об участии Феодосия Мономаха (отца Константина) в подготовке заговора против Василия II. Это произошло, видимо, в начале 20-х гг. XI в. Феодосий был казнен, а Константин унаследовал от отца «ненависть императоров». Василий II и его младший брат и соправитель Константин VIII не назначали Мономаха на должности в столице. Они «открестились от него и, хотя никакого зла не чинили, но и лучшей участи не удостаивали». Константин уже ко времени смерти отца был членом синклита, а значит, имел придворный титул не ниже протоспафария.
Карьера Константина Мономаха может быть приблизительно реконструирована по сфрагистическим данным. На сегодня опубликованы четыре свинцовые печати, принадлежавшие Мономаху. На лицевой стороне всех этих моливдовулов помещена круговая надпись Κύριε βοήθει τῷ σῷ δούλῳ («Господи, помоги своему рабу») и одинаковое изображение св. Георгия. Справа от фигуры святого — надпись ῾Ο ἅγιος Γεώργιος («Святой Георгий»). Ж.-Кл. Шене убедительно доказал принадлежность данных печатей одному и тому же владельцу — Константину Мономаху.

## Фаворит императрицы. Ссылка
В царствование Романа III Аргира (1028—1034), которому Константин приходился зятем, он был приближен к императорскому двору, понравился императрице Зое и стал её фаворитом, чем возбудил опасения придворных, как возможный жених Зои и претендент на престол после смерти Романа, и при воцарении Михаила IV Пафлагона (1034—1041) был отправлен в ссылку в Митилину, на острове Лесбос, где и прожил все царствование Михаила IV и Михаила V (1041—1042).

## Царствование

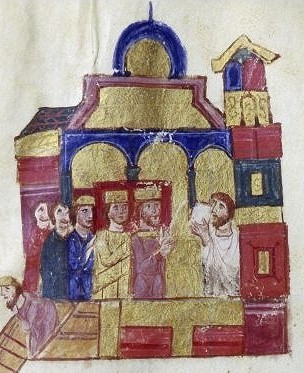
Венчание Константина и Зои (миниатюра хроники Иоанна Скилицы, XII век)

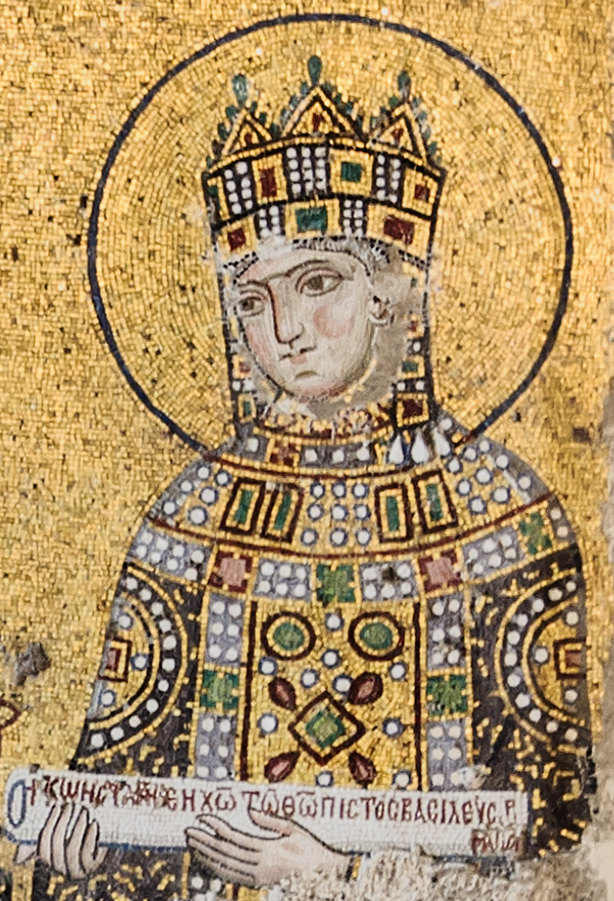
Зоя Порфирородная

После свержения Михаила V Мономах был отозван из места ссылки и назначен судьей в Греции но вскоре был вызван в Константинополь, где женился на Зое и был коронован императором. Константин был примерно на 20 лет моложе жены, а к моменту брака ей было уже за шестьдесят. Для обоих это супружество было уже третьим. Такой брак не одобряется православной церковью, поэтому венчание, хоть и торжественное, совершил не патриарх, а «первый из пресвитеров» собора Святой Софии — Стип. Патриарх Алексий «под давлением обстоятельств и, можно сказать, воли Божьей уступил и, хотя сам не возложил руки на венчающихся, обнял их, уже сочетавшихся браком и обвенчанных». По словам Пселла, это он сделал, возможно, льстиво, так как придерживался дворцовой партии императрицы Феодоры. В своём манифесте после венчания Зоя заявила, что этот брак претит её понятиям о чести и совершён исключительно ради интересов империи.
До 1050 г. он царствовал совместно с Зоей и её сестрой Феодорой, а с 1050 г., после смерти Зои — совместно с Феодорой, которая и стала его единоличной преемницей после кончины Константина в январе 1055 г. от воспаления лёгких. Легкомысленный, жадный до наслаждений Константин не интересовался государственными делами, которые не расстраивались совершенно только благодаря прочности византийского бюрократического механизма. Ряд «анекдотов», характеризующих его личность, сохранён его современником Михаилом Пселлом.

### Оппозиция и восстания
Явная связь Константина с представительницей могущественного аристократического рода Склиров, Марией Склиреной, жившей во дворце и в торжественных случаях занимавшей первое место после Зои и Феодоры, повела к интригам со стороны родственников Константина, недовольных возвышением рода Склиров, и со стороны приверженцев Македонской династии, опасавшихся свержения Зои и Феодоры и женитьбы Константина на Склирене. Восстание полководца Георгия Маниака, личного врага Склиров (1042—1043), было подавлено войсками, посланными Константином под начальством евнуха Стефана Севастофора. Последний, в свою очередь, скоро был отправлен в ссылку, обвиненный в намерении возвести на престол правителя приевфратской провинции Мелитины, Льва Лампроса, который был ослеплен и умер от истязаний. В 1043 году был ослеплён и вскоре был убит брат второго супруга Зои и бывшего императора Михаила IV Пафлагона — Иоанн Орфанотроф. В 1047 г. вспыхнуло восстание Льва Торника, вокруг которого сгруппировалась македонская партия и к которому примкнули почти все македонские города. Лев осадил столицу, но должен был отступить; многие из его приверженцев ему изменили, он был захвачен хитростью и ослеплен. Так же неудачны были два дворцовые заговора и покушения на жизнь Константина в 1050—1051 гг.

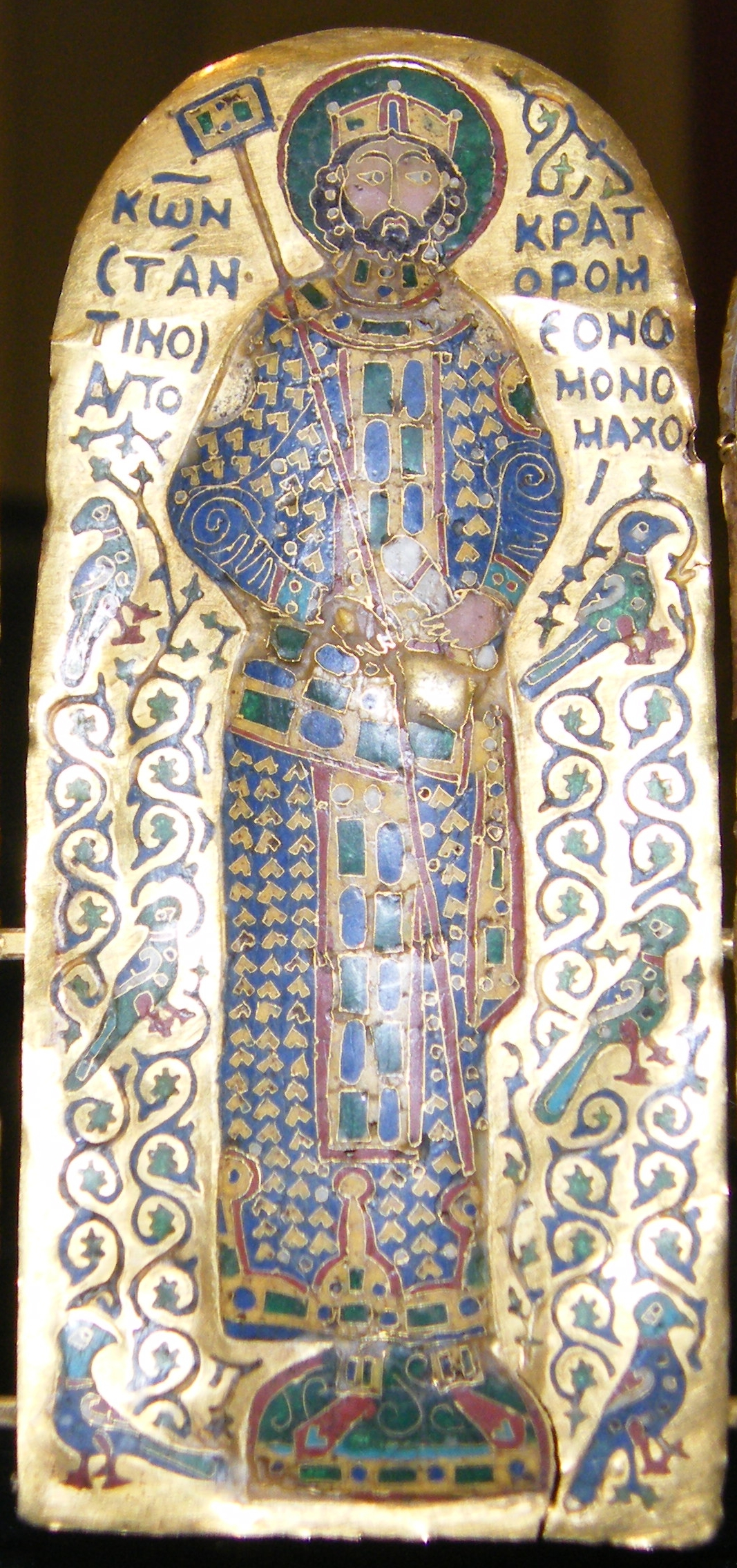
Константин IX (деталь его императорской короны)

### Внутренняя политика
Константин продолжил чистки, начатые Зоей и Феодорой в государственном аппарате, смещяя последних ставлеников Михаила V, и устанавливая преданных ему людей. Он соорудил монастырь св. Георгия в Манганах, при котором были устроены странноприимные дома и убежища для престарелых и убогих. Также им и сестрами-императрицами Зоей и Феодорой был основан монастырь Неа Мони на Хиосе.
Из внутренних мер времени Мономаха важно устройство особого учреждения для изучения римского права, с особым преподавателем — «номофилаксом» — во главе, и нового «секрета» (так назывались в Византии учреждения вроде министерств) судебных дел, во главе которого был поставлен особый «министр юстиции».

### Внешняя политика
В 1042 году сербским князем Стефаном Воиславом был разгромлен стратиг Диррахия Михаил Аколуф, от империи отложилась Дукля. Через десять лет практически отошла и Зета. Империю продолжали тревожить печенеги. В 1051 году войско империи во главе со стратигом Михаил Аколуфом разгромило печенегов, но уже через несколько лет тот же Михаил Аколуф был разгромлен кочевниками. К концу правления Мономаха набеги печенегов достигали предместий Константинополя.
В 1043 году византийский флот с помощью греческого огня разгромил армию Руси.
В 1046 году византийцы захватили армянское княжество Ани – еще одна стратегическая ошибка василевса, так как исчез «буфер», смягчавший натиск сельджуков на восточные границы. Через два года уже ромейскому стратигу Катакалону Кекавмену пришлось выбивать турецкую конницу из Васпуракана, тогда же турки захватили город Арзен, захватив колоссальную добычу и убив несколько десятков тысяч армян и греков. 18 сентября 1048 года ромеи взяли запоздалый реванш, разгромив захватчиков при Капетру, и вынудили их на время убраться в Иран. В самом конце правления Мономаха, в 1054 году, сельджуки осадили важную крепость Манцикерт, и лишь выдающаяся стойкость жителей и гарнизона не позволила им овладеть городом.
В целом можно сделать вывод о том что внешняя политика Константина IX Монамаха была неудачной.

### Раскол христианской церкви
При Константине IX, за несколько месяцев до его смерти, христианская церковь раскололась на католическую и православную. В 1054 римский папа Лев IX послал в Константинополь легатов во главе с кардиналом Гумбертом для разрешения конфликта, начало которому было положено закрытием в 1053 году латинских церквей в Константинополе по распоряжению патриарха Михаила Кирулария. Однако найти путь к примирению не удалось, и 16 июля 1054 в соборе Святой Софии папские легаты объявили о низложении Кирулария и его отлучении от Церкви. В ответ на это 20 июля патриарх предал анафеме легатов.

### Константин IX и Древнерусское государство
В 1043 имел место последний поход Руси (единственный после крещения) на Константинополь — Русско-византийская война 1043 года. Им командовал сын Ярослава Мудрого Владимир Ярославич. О причинах похода ведутся споры. Армия Руси потерпела полное поражение, Константин IX получил контрибуцию. Вероятно, в знак заключения мира с Русью Константин выдал свою дочь от первого брака (или, как предполагают некоторые авторы, иную близкую родственницу) замуж за другого сына Ярослава, Всеволода. Родившийся в 1053 году от этого брака сын Владимир получил от родителей прозвище по деду — Владимир Мономах.
В позднем русском Средневековье возникла легенда (Сказание о князьях Владимирских), связывающая с личностью Константина IX шапку Мономаха, якобы подаренную им внуку как знак царских прав. В действительности Константин умер, когда Владимиру было 2 года и он не был прямым наследником, не говоря уже об общепринятой сейчас датировке так называемой шапки Мономаха временами Ивана Калиты — первой половиной XIV века. Единственной известной регалией, подаренной кому-либо Константином, была корона, которую он отправил венгерскому королю Андрашу I ко дню коронации его и его супруги Анастасии, дочери Ярослава Мудрого.